# 横浜如水会
横浜如水会（よこはまじょすいかい）は、横浜市を拠点に一橋大学の後援等を目的とする同窓組織。別名、一般社団法人如水会横浜支部。

## 概要
明治32年5月、一橋大学の前身である高等商業学校の横浜在住卒業生による同窓会として発足。当時の名称は高等商業学校同窓会だった。大正9年に如水会が発足したことに合わせ、横浜如水会と改称した上で、如水会横浜支部も名乗る。
如水会よりも先に横浜支部が誕生したことは、当時の横浜の状況を考えると興味深い。対外窓口の中心として各企業が横浜に拠点を設ける中、各企業で重責を担っていた高等商業学校の卒業生の多くが自ずと横浜に集まっていた。同窓生同士で仕事や社会の様々なことを相談し合う中から同窓会が組織化されていった。特に左右田銀行頭取も務めた左右田喜一郎は中心メンバーの1人であった。
組織は幹事団の合同運営だったが、昭和9年からは支部長制となり、初代支部長には横浜国立大学の前身である横浜高等商業学校の初代校長、田尻常雄が就任した。

## 歴代支部長
| 代   | 氏名       | 任期                | 備考                       |
| ---- | ---------- | ------------------- | -------------------------- |
| 初代 | 田尻常雄   | 昭和9年 - 昭和19年  | 横浜高等商業学校初代校長   |
| 2代  | 石川啓蔵   | 昭和20年 - 昭和34年 | 石川合名会社代表社員       |
| 3代  | 小島周次郎 | 昭和35年 - 昭和50年 | 小島証券代表取締役         |
| 4代  | 中村新吾   | 昭和51年 - 昭和61年 |                            |
| 5代  | 武末隆夫   | 昭和62年 - 平成4年  |                            |
| 6代  | 岡村俊夫   | 平成5年 - 平成10年  |                            |
| 7代  | 鈴木邦治   | 平成11年 - 平成12年 |                            |
| 8代  | 飯島満     | 平成13年 - 平成16年 |                            |
| 9代  | 中島満三   | 平成17年 - 平成20年 | 石川島播磨重工業常務取締役 |
| 10代 | 早瀬勇     | 平成21年 - 平成24年 | 金沢星稜大学学長           |
| 11代 | 田尻惠保   | 平成25年 -平成29年  | 都市拡業代表取締役         |
| 12代 | 村瀬雅宣   | 平成29年 -          | 東京海上日動横浜支社長     |